# Weerhuisje

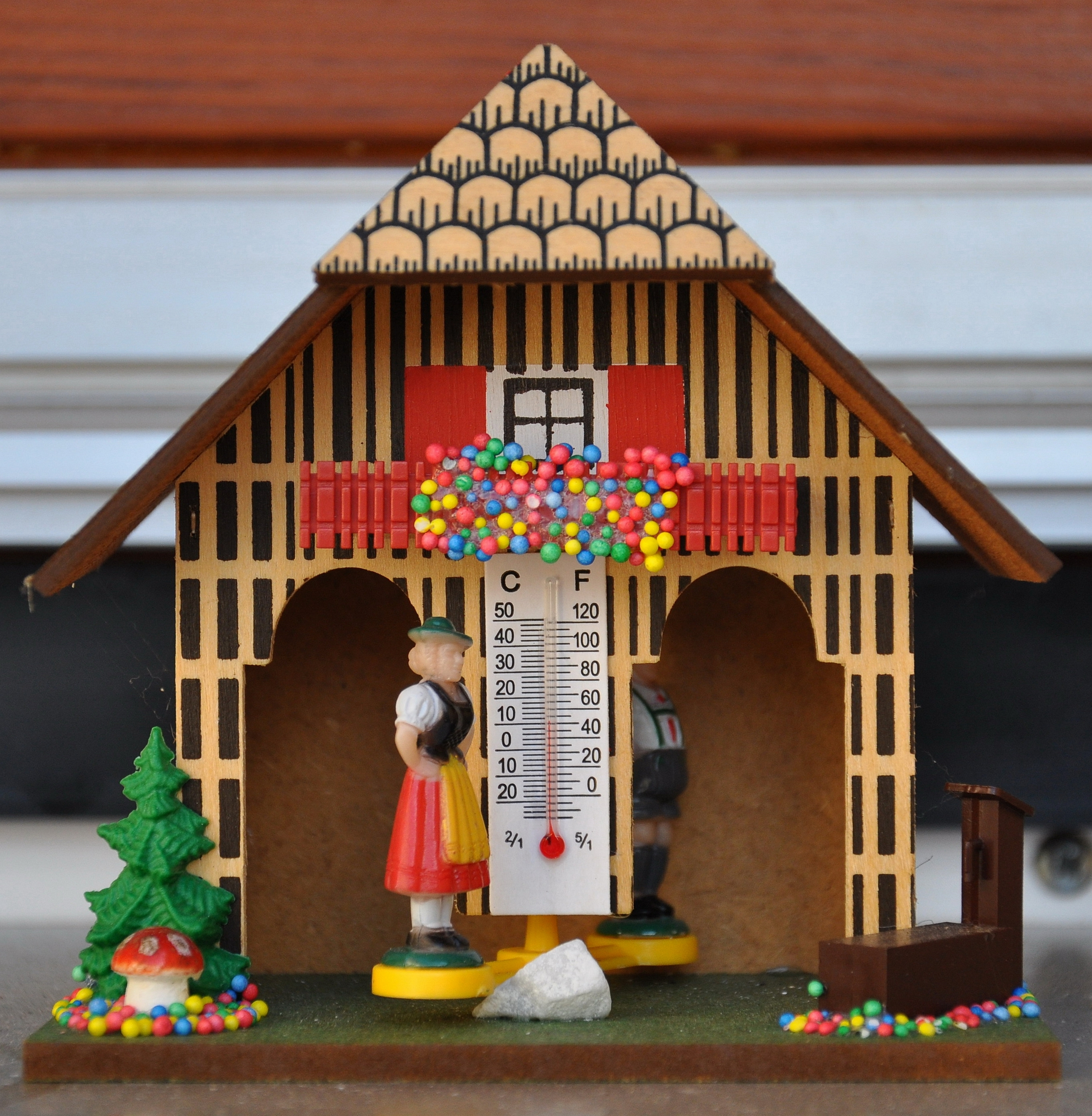
Weerhuisje

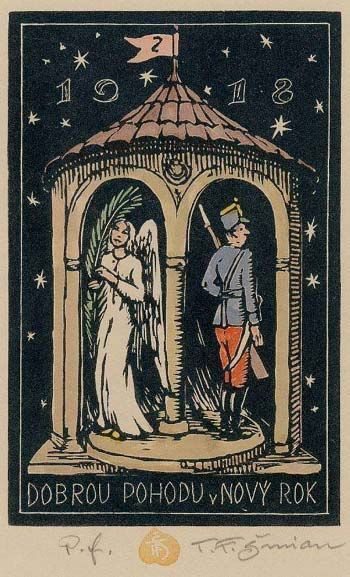
Een weerhuisje op een Tsjechische nieuwjaarskaart

Een weerhuisje is een eenvoudige hygrometer die de luchtvochtigheid meet. Soms wordt het gecombineerd met een thermometer. Het dient voornamelijk een decoratieve functie. Waarschijnlijk werden de eerste weerhuisjes gemaakt in Duitsland van eind 1700 tot begin 1800, maar de exacte datum is onbekend.

## Beschrijving
Een weerhuisje heeft twee poortjes. Uit het ene poortje kan een mannetje (met een paraplu) naar buiten komen, uit het andere poortje een vrouwtje (met een parasol). Als het vrouwtje naar buiten komt zou het mooi weer kunnen worden, als het mannetje naar buiten komt zal het gaan regenen. Het mannetje en het vrouwtje zijn opgehangen via een stukje schapendarm. Als het droog is, draait dit in elkaar, bij vocht wordt het langer en draait het terug. Er bestaat ook een variant waarbij de beeldjes op een balansbalk zitten die in of uit het huis zwaait.
Een weerhuisje heeft geen afleesbare schaalverdeling, maar geeft alleen een indicatie van droog, of vochtig weer. In moderne centraal verwarmde huizen functioneert een weerhuis niet goed, doordat daar de luchtvochtigheid altijd laag is, zonder relatie met het weer buiten. Zou het huisje buiten gezet worden, dan zal het beter werken, maar in Nederland en België is de werking beperkt, doordat de luchtvochtigheid weinig verandert. In bergachtige gebieden treden er wel sterke veranderingen op van de luchtvochtigheid.

## Herkomst
Het traditionele ontwerp van het weerhuisje stamt waarschijnlijk uit het Zwarte Woud. De kleine huisjes hebben vaak kenmerken van de huizen uit het Zwarte Woud, met als decoratie de typische houten drinkbakken die je daar veel ziet. Veel mannetjes en vrouwtjes in de weerhuisjes dragen de traditionele klederdracht van de regio Gutach in het Zwarte Woud. De klederdracht bestaat uit een vrij grote zwarte hoed van het mannetje en de unieke hoed van de dame met de typische grote rode ronde bollen erop.